# Clemente Francesco di Baviera
Clemente Francesco di Paola di Baviera (Monaco di Baviera, 19 aprile 1722 – Monaco di Baviera, 6 agosto 1770) è stato un principe tedesco.

## Biografia
Clemente Francesco era figlio del feldmaresciallo imperiale Ferdinando Maria Innocenzo di Baviera e nipote dell'elettore Massimiliano II Emanuele di Baviera. Nel 1738, alla prematura scomparsa di suo fratello maggiore prima e del padre poi, si ritrovò a capo della sua casata.
Il 17 gennaio 1742, sposò a Mannheim la principessa Maria Anna, figlia di Giuseppe Carlo del Palatinato-Sulzbach e nipote dell'elettore palatino Carlo III Filippo del Palatinato. Tra il 1748 e il 1756 la coppia ebbe un figlio e tre figlie, tutti morti durante l'infanzia.
Durante i suoi 25 anni come principe ereditario del Palatinato, Clemente Francesco si dimostrò un versatile mecenate nelle arti e nelle scienze. Nel suo palazzo cittadino aveva un piccolo teatro di corte e gestiva una cappella di corte.
Morì a Monaco di Baviera il 6 agosto 1770, ma il suo cuore, come quello della moglie, venne sepolto nella cappella della misericordia di Altötting.

## Ascendenza
|                                            |                                  |                                             | Genitori                                  |  |  | Nonni |  |  | Bisnonni                    |  |  | Trisnonni                 |  |
|                                            |                                  |                                             |                                           |  |  |       |  |  | Ferdinando Maria di Baviera |  |  | Massimiliano I di Baviera |  |
|                                            |                                  |                                             |                                           |  |  |       |  |  | Ferdinando Maria di Baviera |  |  | Massimiliano I di Baviera |  |
|                                            |                                  | Maria Anna d'Asburgo                        |                                           |  |  |       |  |  | Ferdinando Maria di Baviera |  |  |                           |  |
| Massimiliano II Emanuele di Baviera        |                                  |                                             |                                           |  |  |       |  |  | Ferdinando Maria di Baviera |  |  |                           |  |
|                                            |                                  | Enrichetta Adelaide di Savoia               | Vittorio Amedeo I di Savoia               |  |  |       |  |  |                             |  |  |                           |  |
|                                            |                                  | Enrichetta Adelaide di Savoia               | Vittorio Amedeo I di Savoia               |  |  |       |  |  |                             |  |  |                           |  |
|                                            |                                  | Enrichetta Adelaide di Savoia               | Maria Cristina di Borbone-Francia         |  |  |       |  |  |                             |  |  |                           |  |
| Ferdinando Maria Innocenzo di Baviera      |                                  | Enrichetta Adelaide di Savoia               |                                           |  |  |       |  |  |                             |  |  |                           |  |
|                                            |                                  | Giovanni III Sobieski                       | Jakub Sobieski                            |  |  |       |  |  |                             |  |  |                           |  |
|                                            |                                  | Giovanni III Sobieski                       | Jakub Sobieski                            |  |  |       |  |  |                             |  |  |                           |  |
|                                            |                                  | Giovanni III Sobieski                       | Zofia Teofillia Daniłowicz                |  |  |       |  |  |                             |  |  |                           |  |
| Teresa Cunegonda Sobieska di Polonia       |                                  | Giovanni III Sobieski                       |                                           |  |  |       |  |  |                             |  |  |                           |  |
|                                            |                                  | Maria Casimira Luisa de la Grange d'Arquien | Henri Albert de La Grange d'Arquien       |  |  |       |  |  |                             |  |  |                           |  |
|                                            |                                  | Maria Casimira Luisa de la Grange d'Arquien | Henri Albert de La Grange d'Arquien       |  |  |       |  |  |                             |  |  |                           |  |
|                                            |                                  | Maria Casimira Luisa de la Grange d'Arquien | Françoise de la Châtre                    |  |  |       |  |  |                             |  |  |                           |  |
| Clemente Francesco di Baviera              |                                  | Maria Casimira Luisa de la Grange d'Arquien |                                           |  |  |       |  |  |                             |  |  |                           |  |
|                                            | Filippo Guglielmo del Palatinato | Volfango Guglielmo del Palatinato-Neuburg   |                                           |  |  |       |  |  |                             |  |  |                           |  |
|                                            | Filippo Guglielmo del Palatinato | Volfango Guglielmo del Palatinato-Neuburg   |                                           |  |  |       |  |  |                             |  |  |                           |  |
|                                            | Filippo Guglielmo del Palatinato | Maddalena di Baviera                        |                                           |  |  |       |  |  |                             |  |  |                           |  |
| Filippo Guglielmo Augusto del Palatinato   | Filippo Guglielmo del Palatinato |                                             |                                           |  |  |       |  |  |                             |  |  |                           |  |
|                                            |                                  | Elisabetta Amalia d'Assia-Darmstadt         | Giorgio II d'Assia-Darmstadt              |  |  |       |  |  |                             |  |  |                           |  |
|                                            |                                  | Elisabetta Amalia d'Assia-Darmstadt         | Giorgio II d'Assia-Darmstadt              |  |  |       |  |  |                             |  |  |                           |  |
|                                            |                                  | Elisabetta Amalia d'Assia-Darmstadt         | Sofia Eleonora di Sassonia                |  |  |       |  |  |                             |  |  |                           |  |
| Anna Carolina del Palatinato               |                                  | Elisabetta Amalia d'Assia-Darmstadt         |                                           |  |  |       |  |  |                             |  |  |                           |  |
|                                            |                                  | Giulio Francesco di Sassonia-Lauenburg      | Giulio Enrico di Sassonia-Lauenburg       |  |  |       |  |  |                             |  |  |                           |  |
|                                            |                                  | Giulio Francesco di Sassonia-Lauenburg      | Giulio Enrico di Sassonia-Lauenburg       |  |  |       |  |  |                             |  |  |                           |  |
|                                            |                                  | Giulio Francesco di Sassonia-Lauenburg      | Anna Maddalena von Popel-Lobkowicz        |  |  |       |  |  |                             |  |  |                           |  |
| Anna Maria Francesca di Sassonia-Lauenburg |                                  | Giulio Francesco di Sassonia-Lauenburg      |                                           |  |  |       |  |  |                             |  |  |                           |  |
|                                            |                                  | Edvige del Palatinato-Sulzbach              | Cristiano Augusto del Palatinato-Sulzbach |  |  |       |  |  |                             |  |  |                           |  |
|                                            |                                  | Edvige del Palatinato-Sulzbach              | Cristiano Augusto del Palatinato-Sulzbach |  |  |       |  |  |                             |  |  |                           |  |
|                                            |                                  | Edvige del Palatinato-Sulzbach              | Amalia di Nassau-Siegen                   |  |  |       |  |  |                             |  |  |                           |  |
|                                            |                                  | Edvige del Palatinato-Sulzbach              |                                           |  |  |       |  |  |                             |  |  |                           |  |